# Saint-Martial (Charente)
Saint-Martial ist eine französische Gemeinde mit 121 Einwohnern (Stand: 1. Januar 2022) im Département Charente in der Region Nouvelle-Aquitaine. Die Gemeinde gehört zum Arrondissement Angoulême, zum Kanton Tude-et-Lavalette und zum 2017 gegründeten Gemeindeverband Lavalette Tude Dronne. 

## Geografie
Saint-Martial liegt im Süden der historischen Provinz Angoumois, etwa 29 Kilometer südsüdwestlich von Angoulême. Umgeben wird Saint-Martial von den Nachbargemeinden Deviat im Norden und Nordwesten, Nonac im Norden, Courgeac im Norden und Nordosten, Montmoreau im Osten und Nordosten, Montboyer im Süden und Südosten, Saint-Laurent-des-Combes im Süden und Südwesten, Saint-Félix im Westen sowie Poullignac im Nordwesten.

## Bevölkerungsentwicklung
| Jahr                      | 1962 | 1968 | 1975 | 1982 | 1990 | 1999 | 2006 | 2013 |
| Einwohner                 | 197  | 191  | 177  | 181  | 163  | 141  | 150  | 138  |
| Quelle: Cassini und INSEE |      |      |      |      |      |      |      |      |

## Sehenswürdigkeiten
- Kirche Saint-Martial
- Kirche Saint-Nicolas in Peudry aus dem 11. Jahrhundert, Umbauten aus dem 13. Jahrhundert, seit 1987 Monument historique
- Schloss Saint-Martial aus dem 15. Jahrhundert

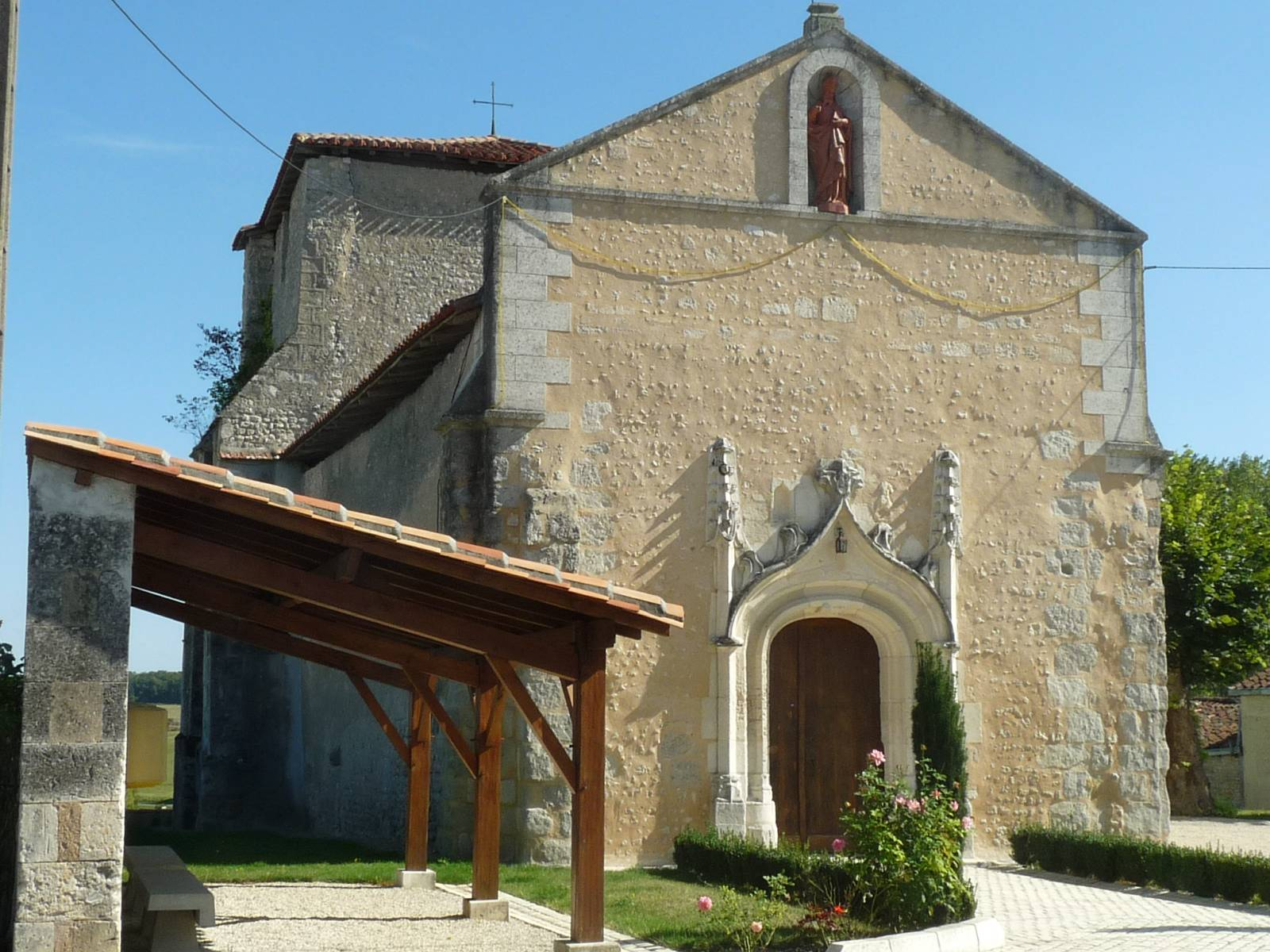
Kirche Saint-Martial
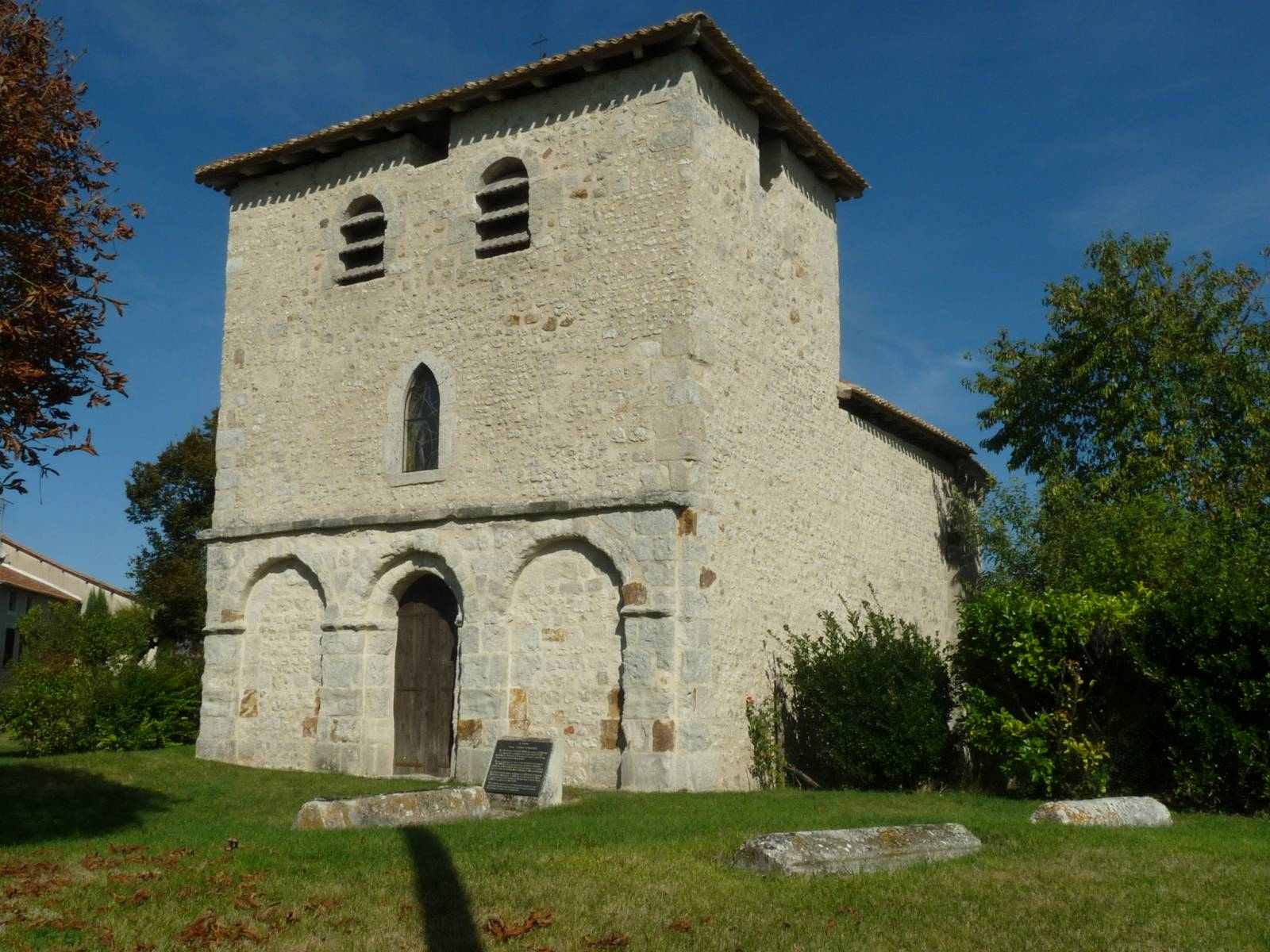
Kirche Saint-Nicolas